# Craig Thomas

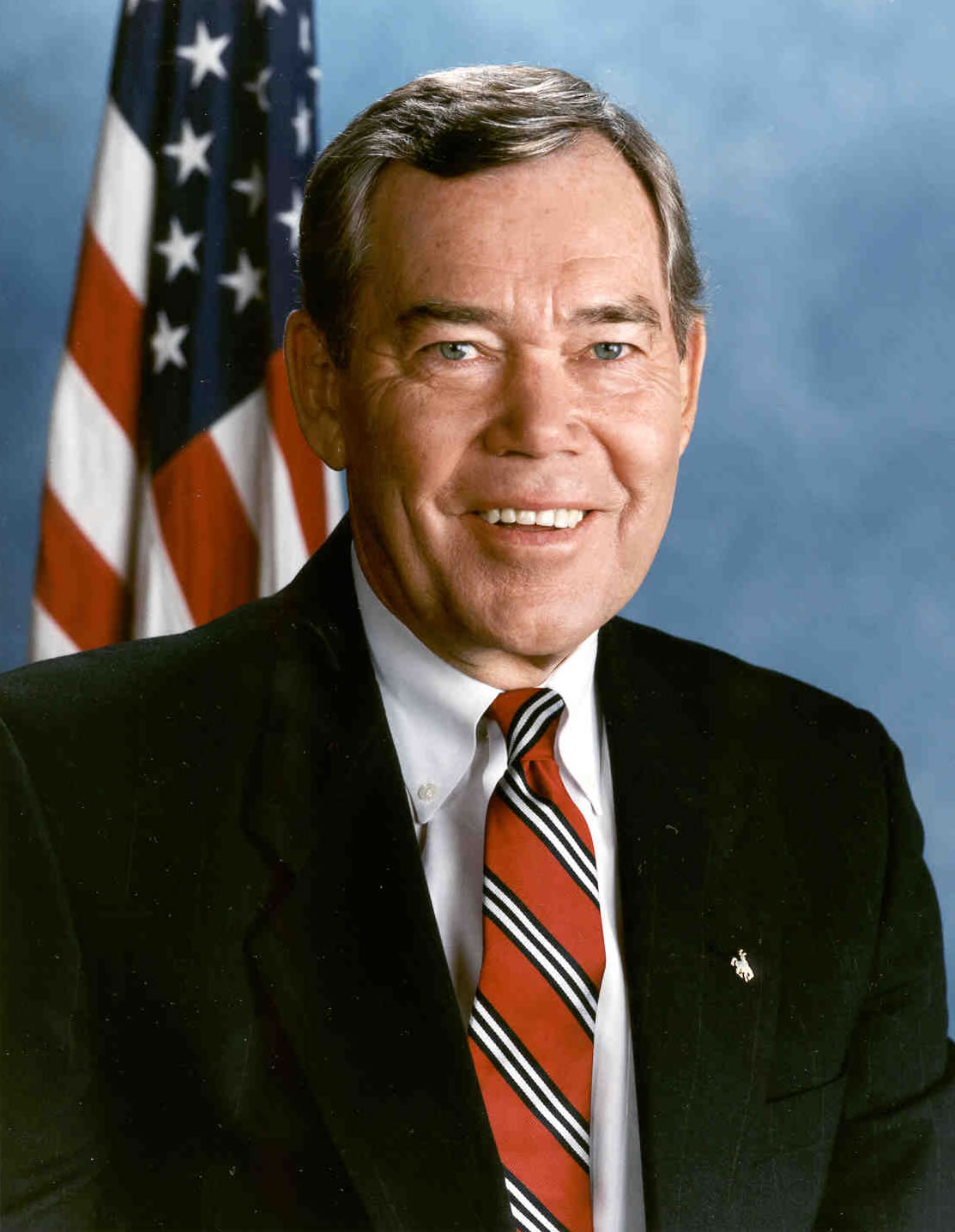
Craig Thomas.

Craig Lyle Thomas, född 17 februari 1933 i Cody, Wyoming, död 4 juni 2007 i Bethesda, Maryland, var en amerikansk republikansk politiker. Han var ledamot av USA:s senat för delstaten Wyoming 1995–2007. Han var ledamot av representanthuset 1989–1995.
Han tjänstgjorde i amerikanska marinkåren 1955–1959. Han invaldes 1984 i delstaten Wyomings lagstiftande församling och efterträdde 1989 Dick Cheney som ledamot av USA:s representanthus från Wyoming. Han efterträdde 1995 Malcolm Wallop i senaten.
Thomas grav finns i Cody.